# Ronen Harazi
Ronen Harazi - em hebraico, רונן חרזי (Ramat Gan, 30 de março de 1970) é um ex-futebolista israelense que atuava como atacante.

## Carreira
Revelado pelo Hapoel Ramat Gan, onde se profissionalizou em 1986, Harazi jogou também por Beitar Jerusalém, Hapoel Haifa e Maccabi Haifa em seu país natal. Fora de Israel, o atacante passou por Salamanca (Espanha) e Bursaspor (Turquia).
Quando ainda era jogador do Beitar, em 1996, esteve perto de ser contratado pelo Sunderland, que pagou 400 mil libras por ele. Entretanto, sua contratação foi barrada em decorrência de uma haste de metal em sua perna. Chateado, Harazi exigiu uma indenização de 600 mil libras dos Black Cats. O atacante encerrou sua carreira em 2001, no Hapoel Tel Aviv.

## Carreira internacional
Pela Seleção Israelense, Harazi estreou em agosto de 1992, num amistoso contra as Ilhas Feroe, substituindo Haim Revivo aos 24 minutos do segundo tempo. Seu primeiro gol foi contra a Bulgária, pelas eliminatórias da Copa de 1994.
O último jogo do atacante por Israel foi em março de 1999, enfrentando a Romênia. Em 52 partidas, foram 23 gols - é o terceiro jogador que mais balançou as redes pela Seleção Israelense.

## Títulos
Beitar Jerusalém
- Campeonato Israelense: 2 (1992–93, 1996–97)

Hapoel Tel Aviv
- Campeonato Israelense: 1 (1999-00)
- Copa do Estado de Israel: 1 (1999-00)

Hapoel Ramat Gan
- Liga Leumit: 1 (1988–89)

### Individuais
- Futebolista israelense do ano (1993)